# Dia de l'Aborigen Americà
El Dia de l'Aborigen Americà (o Dia de l'Indi) se celebra el 19 d'abril de cada any, segons la recomanació sorgida en el Primer Congrés Indigenista Interamericà realitzat aquest mateix dia el 1940, a Pátzcuaro, estat de Michoacán, Mèxic. La convocatòria al congrés la va realitzar Lázaro Cárdenas durant el seu mandat com a president de Mèxic. Van participar delegacions oficials dels països integrants de la Unió Panamericana, i d'alguns grups indígenes. L'objectiu del congrés va ser analitzar la situació dels indígenes i trobar punts en comú per poder enfrontar les adversitats. A partir d'aquest congrés es va fundar l'Institut Indigenista Interamericà, amb seu a Mèxic, dependent de l'Organització d'Estats Americans.
Al Brasil se celebrava el Dia do Índio, establert pel president Getúlio Vargas en 1943. Des de 2023, és anomenat Dia dos Povos Indígenas.
A l'Argentina es va instituir la commemoració de la data en 1945, per decret núm. 7550 del Poder Executiu Nacional. No obstant això recentment en 1994 es va reconèixer en la Constitució Nacional, en l'article 75 incís 17, la preexistència dels pobles originaris, el dret i respecte a la seva identitat, el dret a una educació intercultural i el reconeixement de la persona jurídica de les seves comunitats, entre altres drets.
A Costa Rica es va establir la celebració d'aquest dia a través del decret núm. 1803-C, el 14 de juny de 1971.